# 1. DOL (femminile)
La 1. DOL è la massima serie del campionato sloveno femminile di pallavolo: al torneo partecipano sedici squadre di club slovene e la squadra vincitrice si fregia del titolo di campione di Slovenia.

## Albo d'oro
| Anno             | Podio           | Podio           | Podio             |
| Campione         | Seconda         | Terza           |                   |
| ---------------- | --------------- | --------------- | ----------------- |
| 1991-92 Dettagli | Branik          | -               | -                 |
| 1992-93 Dettagli | Branik          | -               | -                 |
| 1993-94 Dettagli | Celje           | Branik          | -                 |
| 1994-95 Dettagli | ACH Volley Bled | Branik          | Celje             |
| 1995-96 Dettagli | Branik          | ACH Volley Bled | Novo Mesto        |
| 1996-97 Dettagli | Koper           | Branik          | Novo Mesto        |
| 1997-98 Dettagli | Branik          | Novo Mesto      | Koper             |
| 1998-99 Dettagli | Branik          | Novo Mesto      | ŽOK Ptuj          |
| 1999-00 Dettagli | Branik          | Koper           | HIT Nova Gorica   |
| 2000-01 Dettagli | Branik          | Koper           | HIT Nova Gorica   |
| 2001-02 Dettagli | Branik          | Vital           | HIT Nova Gorica   |
| 2002-03 Dettagli | HIT Nova Gorica | Branik          | Vital             |
| 2003-04 Dettagli | Vital           | Branik          | OK Benedikt       |
| 2004-05 Dettagli | Vital           | HIT Nova Gorica | Novo Mesto        |
| 2005-06 Dettagli | Novo Mesto      | Branik          | HIT Nova Gorica   |
| 2006-07 Dettagli | HIT Nova Gorica | Novo Mesto      | Branik            |
| 2007-08 Dettagli | HIT Nova Gorica | Branik          | Novo Mesto        |
| 2008-09 Dettagli | Branik          | HIT Nova Gorica | Kamnik            |
| 2009-10 Dettagli | Kamnik          | Branik          | HIT Nova Gorica   |
| 2010-11 Dettagli | Branik          | Kamnik          | Koper             |
| 2011-12 Dettagli | Branik          | Kamnik          | -                 |
| 2012-13 Dettagli | Branik          | Kamnik          | Koper             |
| 2013-14 Dettagli | Branik          | Kamnik          | Formis            |
| 2014-15 Dettagli | Kamnik          | Branik          | Koper             |
| 2015-16 Dettagli | Kamnik          | Branik          | Vital             |
| 2016-17 Dettagli | Branik          | Kamnik          | Gorica            |
| 2017-18 Dettagli | Branik          | Kamnik          | Formis            |
| 2018-19 Dettagli | Branik          | Gorica          | Kamnik            |
| 2019-20 Dettagli | Kamnik          | Branik          | Spodnja Savinjska |
| 2020-21 Dettagli | Kamnik          | Branik          | Spodnja Savinjska |
| 2021-22 Dettagli | Kamnik          | Branik          | Gorica            |
| 2022-23 Dettagli | Kamnik          | Gorica          | Branik            |
| 2023-24 Dettagli | Kamnik          | Branik          | Gorica            |

## Palmarès
| Squadra         | Titolo | Edizione |
| --------------- | ------ | --- |
| Branik          | 16     | 1991-92, 1992-93, 1995-96, 1997-98, 1998-99, 1999-00, 2000-01, 2001-02, 2008-09, 2010-11, 2011-12, 2012-13, 2013-14, 2016-17, 2017-18, 2018-19 |
| Kamnik          | 8      | 2009-10, 2014-15, 2015-16, 2019-20, 2020-21, 2021-22, 2022-23, 2023-24                                                                         |
| Gorica          | 3      | 2002-03, 2006-07, 2007-08 |
| Vital           | 2      | 2003-04, 2004-05 |
| Celje           | 1      | 1993-94 |
| ACH Volley Bled | 1      | 1994-95 |
| Koper           | 1      | 1996-97 |
| Novo Mesto      | 1      | 2005-06 |